# 郝耀昂
郝耀昂（?—?），山西省忻州直隸州人，清朝政治人物、同進士出身。
光緒九年（1883年），参加癸未科殿試，登進士三甲49名。同年五月，著以主事分部学习。